# Lydomorphus femoralis
Lydomorphus femoralis là một loài bọ cánh cứng trong họ Meloidae. Loài này được Kocher miêu tả khoa học năm 1955.